# Otto Garber

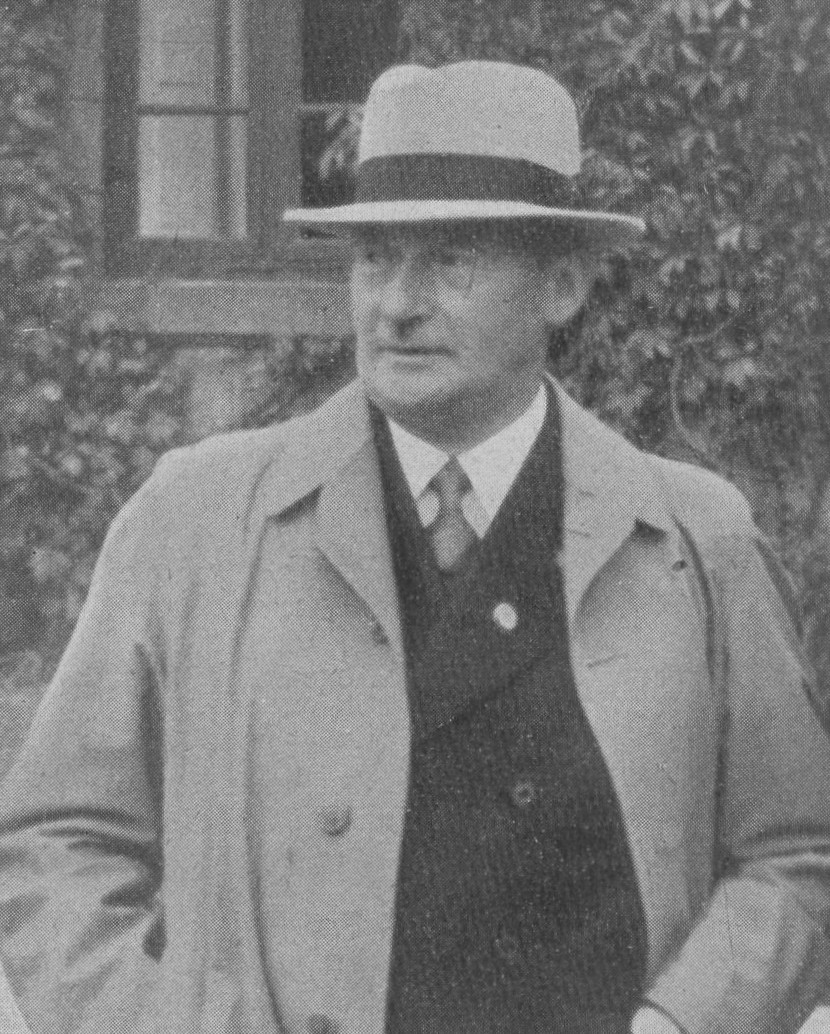
Otto Garber, um 1940

Otto Garber (* 3. Juli 1880 in Lassahn; † 17. Oktober 1949 in Ratzeburg) war ein deutscher Autor, der in niederdeutscher Sprache schrieb. 

## Leben
Garber stammte aus einer Bauernfamilie. Er absolvierte die Lehrerausbildung am Lehrerseminar in Ratzeburg und arbeitete an Schulen in Kiel, Reinbek, Lassahn und in Ratzeburg. Am Ersten Weltkrieg nahm er als Soldat teil und wurde schwer verwundet. Garber war Mitglied des Heimatbunds Herzogtum Lauenburg. Er lebte in St. Georgsberg am Ratzeburger See.

## Ehrungen
Garber wurde 1939 mit dem Johann-Hinrich-Fehrs-Preis ausgezeichnet. An ihn erinnern die Otto-Garber-Straße in Ratzeburg und der Otto-Garber-Weg in Mölln.

## Veröffentlichungen
- Up Posten: Kriegsbiller ut de Vogesen. Lühr & Dircks, Garding 1916 (Plattdütsche Volksböker; 7).
- Stina Dreews: veer Vertelln. Quickborn-Verlag, Hamburg 1918 (Quickborn-Bücher; 20).
- Grundwater: twölf Ämmer ut'n plattdütschen Sood. Nordischer Heimatverlag H. H. Nölke GmbH, Bordesholm 1921.
- Smöken und andere Novellen Beltz, Langensalza 1923 (Aus deutschem Schrifttum und deutscher Kultur; 33) (Heimaterde; 4).
- De Schoolmeisterbuer: een Stück Leben twüschen Book un Ploogsteert. Wachholtz, Neumünster 1924.
- Ut de Bilad. Heimatverlag, Ratzeburg 1927.
- Een von de Ohlen. Quickborn-Verlag, Hamburg 1932.
- Kamerad, kumm! Lauenburger Heimatverlag, Ratzeburg 1940.